# Bruce Gordon (acteur américain)
Pour les articles homonymes, voir Gordon et Bruce Gordon.
Ne doit pas être confondu avec Bruce Gordon (acteur sud-africain).
Bruce Gordon (1er février 1916 - 20 janvier 2011) est un acteur américain, connu pour avoir interprété le rôle du gangster Frank Nitti dans la série télévisée Les Incorruptibles (The Untouchables), diffusée sur le réseau ABC.

## Débuts
Bruce Gordon est né à Fitchburg dans le Massachusetts. Il fait sa première apparition à Broadway en 1937 dans un drame musical The Fireman’s Flame. De 1941 à 1945, il interprète l'officier Klein aux côtés de Boris Karloff dans la distribution originale de  Arsenic et vieilles dentelles à Broadway. Il est pour la première fois crédité dans le film La Pêche au trésor des Marx Brothers en 1949.

## Télévision
À la télévision, il apparaît de nombreuses fois  dans des épisodes de séries comme The Nash Airflyte Theater (en), Studio One (en), Justice, Kraft Television Theatre, Robert Montgomery Presents (en), The Californians, Whirlybirds, et Decoy.
En 1957, il est guest star dans l'épisode Killer Without a Conscience de la série de western ABC Tombstone Territory (en), avec Pat Conway et Richard Eastham. Au même moment, il est guest star dans une série d'aventure Harbormaster avec Barry Sullivan.
En 1958, Gordon apparait dans le rôle de Gramby, un des pirates de Jean Lafitte (rôle interprété par Yul Brynner), dans le film Les Boucaniers (1958) de Anthony Quinn, aux côtés de Charlton Heston et Claire Bloom. Il a un rôle similaire en 1960 dans le personnage de Garnett de l'épisode Forbidden Island du western Riverboat pour la chaîne de télévision NBC, avec Darren McGavin, capitaine du vaisseau Enterprise. Cet épisode se concentre sur les hors-la-loi Cajun qui habitent cette île isolée sur le Mississippi.
Pour la saison 1958–1959, Gordon tourne dans neuf des vingt-six épisodes de Behind Closed Doors, tiré des récits et expériences du vice-amiral Ellis M. Zacharias pendant la guerre froide.
Gordon apparait dans des séries western Man Without a Gun avec  Rex Reason. En 1958, il est guest star dans le western de la NBC Jefferson Drum et dans une série d'aventure Northwest Passage de la même NBC, avec Keith Larsen et Buddy Ebsen. Il y tient le rôle d'un gardien de prison sadique. La série est tirée du roman Le Grand Passage (en) de Kenneth Roberts de 1937. La même année il obtient le rôle de Myers, le tueur dans l'épisode The Stool Pigeon de la série U.S. Marshal, avec John Bromfield.
Gordon apparait trois fois dans Perry Mason. En 1959 il joue le rôle de Frank Thatcher  victime d'un meurtre dans The Case of Paul Drake's Dilemma pour lequel Paul Drake, le détective privé de Mason, est accusé du crime. En 1960, il joue le rôle de la victime Judson Bailey dans The Case of the Loquacious Liar, et en 1964 celui de Mr. Winlock dans The Case of the Blonde Bonanza.
Gordon apparaît deux fois en 1961 dans la série Aventures dans les îles, avec Gardner McKay; il a le rôle de Stevens dans l'épisode 15 Le Paradis de M Flotsam (Mr Flotsam) et de Red Munce dans l'épisode 29 Jazz dans les iles (Adam San).
Ses interprétations répétées et énergiques de Frank Nitti, l'homme de main (The Enforcer) d'Al Capone dans Les Incorruptibles font de lui ce personnage à l'humour souvent sombre qui lui collera à la peau toute la suite de sa carrière. Volant souvent quelques scènes à l'impassible et sans humour Eliot Ness, incarné par Robert Stack, sa célèbre réplique dans Les Incorruptibles était « Vous êtes mort ! ».
En 1959, Gordon interprète aux côtés de Pernell Roberts, le rôle du capitaine Emil Tremaine dans un épisode de One Step Beyond de ABC intitulé The Vision.
En 1960–1961, Gordon a le rôle de Mercer dans deux épisodes de la série Outlaws avec Barton MacLane. Il joue simultanément pour NBC dans The Barbara Stanwyck Show (en), et la sitcom Car 54, Where Are You?.
En 1964, Gordon joue dans l'épisode Mr. Broadway de la série Between the Rats and the Finks avec Craig Stevens, Larry Hagman et Dyan Cannon.
De 1965 à 1968, Gordon apparaît dans plusieurs épisodes de Peyton Place aux côtés de l'actrice Lee Grant dans le rôle de Gus Chernak, le père alcoolique et vengeur de Stella Chernak incarnée par Lee Grant. En 1966, Gordon joue avec le trompettiste Jack Sheldon dans la sitcom Run, Buddy, Run de CBS. En 1966, il apparaît avec  Robert Stack dans un épisode de L'Extravagante Lucy reprenant leur rôle dans Les Incorruptibles. En 1968, il joue un agent de sécurité dans Sour Note, un épisode de Opération vol, avec Robert Wagner.
En 1978, il joue le rôle du méchant colonel Wadman dans Piranha de Roger Corman, aux côtés de Kevin McCarthy.

## Fin de carrière
Il se retire après avoir interprété son propre rôle dans le film Ernest Goes to Splash Mountain de 1989, tout en étant producteur executif du téléfilm australien Feds: the Betrayal (1996) ainsi que producteur d'un film d'arts martiaux sinno-américain  Warriors of Virtue: the Return to Tao en 2002. Pendant quelque temps, il a un restaurant-cabaret à Scottsdale, en Arizona, dénommé Frank Nitti's Place, et début 1980 il ouvre une pizzeria du même nom à Kansas City (Missouri).
En 2003, il ne peut pas se rendre aux obsèques de Robert Stack pour raisons de santé. Huit ans plus tard, Gordon meurt des suites d'une longue maladie, moins de deux semaines avant son 95e anniversaire, à Santa Fe au Nouveau-Mexique, où il vit avec son épouse Marla.